# Monumento aos Heróis de Laguna e Dourados
O Monumento aos Heróis de Laguna e Dourados localiza-se na praça General Tibúrcio, na praia Vermelha, bairro da Urca, na cidade e estado do Rio de Janeiro, no Brasil. O Monumento foi inaugurado em 15 de novembro de 1941, em homenagem aos episódios da Retirada da Laguna e do Combate de Dourados, ocorridos no contexto da Guerra da Tríplice Aliança.

## História
A ideia do monumento surgiu em 1920. Um concurso foi organizado para que artistas interessados enviassem seus projetos; eles tiveram 120 dias para enviar as maquetes.
O projeto inaugurado em 1941 é de Antonino Pinto de Mattos e a obra se chama Veritas et Labor. Diversos artistas participaram da execução, como Curzio Zani, Calmon Barreto, Leão Veloso e Adalberto de Matos. A obra foi inaugurada pelo Presidente da República, Getúlio Vargas, em solenidade pública com desfile das corporações militares, incluindo Colégio Militar, Polícia Militar e Corpo de Bombeiros. Também estavam presentes o então Ministro Eurico Gaspar Dutra e o General Francisco José Pinto, então Chefe da Casa Militar.

## Características
O monumento foi construído em bronze e granito, com circunferência de 53 metros e base em granito branco.
No primeiro plano do pedestal encontram-se altos-relevos em bronze, em quadros incrustados no granito, representando: a retirada do tenente Oliveira Melo, o ataque ao Forte de Coimbra, o combate do Alegre e a retomada de Corumbá.
Nos lados do pedestal encontram-se estátuas em bronze, em tamanho natural, do coronel Camisão, em atitude de preocupação, tendo numa das mãos a sua espada e na outra, uma folha de papel; o guia Lopes, sentado, pensativo, mão no queixo, segurando na outra mão um chicote; o tenente Antônio João, em posição de quem vai tombar, na luta, em desalinho, bainha sem espada, vendo-se ao lado um pedaço da mesma, quebrada no fragor da luta.
Um anel de bronze contorna em outro plano o pedestal, formando-se em alto-relevo as cenas mais dramáticas da Retirada: o transporte dos coléricos, vendo-se os soldados extenuados, carregando aos ombros, em padiolas, os doentes; o salvamento dos canhões, vendo-se as juntas de bois, cansados, puxando as carretas, com a ajuda dos soldados, seminus; a marcha forçada, estando à frente o comandante da coluna, tendo à mão esquerda um papel e o braço direito estendido em atitude resoluta, indicando aos soldados o caminho a seguir. Figuras alegóricas, de cerca de dois metros, em outro plano, simbolizam a Pátria, a Força e a História.
Sobre o pedestal de granito, em circunferência, eleva-se uma coluna de seis metros de altura, também em granito, tendo ao alto uma estátua em bronze, figura de mulher alada, representando a Glória ou a Vitória. A altura total do monumento é de 15 metros, apresentando um dos conjuntos esculturais mais imponentes da cidade.
Completando a obra, uma cripta subterrânea, nove degraus abaixo do monumento, guarda as cinzas dos heróis de Laguna e Dourados: Coronel Camisão, do Guia Lopes e o cenotáfio do Tenente Antônio João.